# داریا هایراپتووا
داریا ویکتورونا هایراپتووا (ارمنی: Դարյա Վիկտորովնա Հայրապետովա؛  ۲۴ سپتامبر ۱۹۷۹) یک بازیگر اهل ارمنستان است. وی از سال میلادی تا کنون مشغول فعالیت می‌باشد.

## زندگی‌نامه
وی در ۲۴ سپتامبر ۱۹۷۹ در مسکو به دنیا آمد و از دانشگاه بشردوستانه جدید ناتالیا نرسسووا (۱۹۹۸) و دانشگاه بین‌المللی اسلاویک گ.ر. دیرژاوین (۲۰۰۲) فارغ‌التحصیل شد. 

## یادداشت
1. ↑  Նատալյա Նեստերովայի Նոր հումանիտար համալսարան
2. ↑  Գավրիլ Դերժավին» միջազգային սլավոնական ինստիտուտ